# Birnbaumbach
Der Birnbaumbach auch Bach vom Birnbaumteich oder Birnbaumgrundbach, ist ein orographisch rechter Zufluss der Selke im Unterharz in Sachsen-Anhalt.

## Verlauf
Der Bach hat zwei, jeweils etwa einen Kilometer lange, Quellarme. Der linke entspringt in der Nähe der Kreuzung von K2352 und L235 auf der Gemarkung Neudorf. Früher befand sich in der Nähe bereits eine Ansiedlung mit dem Namen Birnbaum. Der linke Quellarm hat zwei größere Zuflüsse, beide etwa auf derselben Höhe – etwa neunzig Meter unterhalb der L235 gelegen. Der linke hat eine Länge von vierzig Metern, der rechte von etwa 65 Metern. Der rechte Quellarm entspringt nahe der Kreuzung von L235 und K2364 (Mühlweg). Hier mündet der Silberhütter Kunstgraben direkt im Quellgebiet des Baches.
Beide Quellarme entspringen auf etwa 435 Meter Höhe. Wenige Meter unterhalb der Vereinigung der Quellarme, auf etwa 400 Meter Höhe, wird der Birnbaumbach im Birnbaumteich aufgestaut. Unterhalb des Birnbaumteichs, etwa 750 m unterhalb der Vereinigung der Quellarme, teilt sich der Bach in zwei Arme, die sich nach einem halben Kilometer, auf 368,3 Meter Höhe wieder vereinigen.
Wenige Meter unterhalb der Vereinigung wird der Bach auf 365 Meter Höhe in einem kleinen Stauteich im Hellergrund aufgestaut. Der Staurteich staut auch den linken Zufluss Hellergrundbach auf.
Hier hat der Birnbaumbach einen unbenannten linksseitigen Zufluss, der in den Teich mündet. Der Bach umfließt nun die Wolfsberge und wendet dabei einen bisher eher nordwestlich gerichteten Lauf in Richtung Nordost. Knapp 100 Meter oberhalb der Mündung unterquert der Bach die L234, um nach insgesamt knapp 2,5 Kilometern Länge, nahe der Ortslage Rinkenmühle in Silberhütte rechtsseitig in die Selke zu münden.
Der Bach dient als Vorfluter des Tiefen Birnbaumstollens, der unterhalb des Birnbaumteichs einmündet.